# Људи за етичко поступање према животињама
Људи за етичко поступање према животињама (енгл. People for the Ethical Treatment of Animals; скраћено PETA и стилизовано PeTA) америчка је непрофитна организација за права животиња са седиштем у Норфоку у Вирџинији, коју води Ингрид Њукирк, њена међународна председница. Извештај наводи да PETA ентитети имају више од 9 милиона чланова широм света.